# Lotta Tejle
Karin Charlotta Tejle, bekannt als Lotta Tejle, zwischenzeitlich auch „Tile Greiff“, geboren am 17. März 1960 in Västervik in der Provinz Kalmar län, ist eine schwedische Schauspielerin und Sängerin.

## Leben
Lotta Tejle besuchte ein Gymnasium mit Schwerpunkt Theater sowie die Volkshochschule Ingesund folkhögskola in Arvika und die Schauspielschule Teaterstudion in Stockholm. Seit 1982 arbeitet sie als Schauspielerin. Zwischen 1987 und 1994 war sie Mitglied der in Stockholm ansässigen Theatergruppe „Jordcirkus“. Später erhielt sie Engagements beim Uppsala Stadsteater und Riksteatern.
Tejle ist in ihrem Heimatland unter anderem aus der Serie „God morgon alla barn“ (2005) des schwedischen Fernsehens (SVT) und der Dramaserie „30 grader i februari“ (2012 bis 2016) bekannt. Für die Rolle der Majlis in „30 grader i februari“ (30 Grad im Februar) wurde Tejle für den Emmy Award in der Kategorie Beste weibliche Rolle nominiert. 2012 hatte sie ein festes Engagement beim Königliches Dramatisches Theater.
Von 1984 bis 1988 war sie mit Mats Greiff (geb. 1958) verheiratet, mit dem sie einen Sohn hat (geb. 1985). Seit den 1990er Jahren lebt sie mit dem spanisch-schwedischen Schauspieler Juan Rodríguez (geb. 1952) zusammen, mit dem sie eine Tochter hat (geb. 1994).

## Filmografie (Auswahl)
- Bella bland kryddor och kriminella (2002)
- Slim Susie (2003)
- Hjärtslag  (2004)
- Krama mig (2005)
- Mankells Wallander: Der wunde Punkt (2006)
- Ett litet hjärta
- God morgon alla barn (2005) (Fernsehserie)
- En uppstoppad hund (2006)
- Mäklarna (2006)
- Pirret (2007)
- En mand kommer hjem (2007)
- Fritt fall (2007) (Kurzfilm)
- Stormen (TV-Serie, 2009)
- Bröllopsfotografen (2009)
- Morden (TV-Serie, 2009)
- TV-feber (2009)
- Fired (2010)
- Hotell Gyllene Knorren (2010)
- Im Weltraum gibt es keine Gefühle (2010)
- Våra vänners liv (2010)
- 30 grader i februari (2012  und 2016)
- Mord im Mittsommer (seit 2012)
- Mammas pojkar (2012)
- Barna Hedenhös uppfinner julen (2013)
- Min så kallade pappa (2014)
- Kärlek deluxe (2014)
- Ack Värmland (2015 – 2017)
- Nur ein Bankraub (Fernsehserie, 2017–2019)
- LasseMajas Detektivbyrå – Det första mysteriet (2018)
- Dreaming of England (Sommaren 85) (Fernsehserie, 2020)

## Theater
| Jahr | Rolle              | Produktion (Autor)                                     | Regie                | Theaterform          |
| ---- | ------------------ | ------------------------------------------------------ | -------------------- | -------------------- |
| 2008 | Liss               | Svenskt landskap med kinesiska detaljer Lucas Svensson | Carolina Frände      | Dramatisches Theater |
| 2009 | Mutter Stiefmutter | Aschenputtel Sofia Fredén                              | Malin Stenberg       | Dramatisches Theater |
| 2010 | Vee Talbot         | Der Mann in der Schlangenhaut Tennessee Williams       | Malin Stenberg       | Dramatisches Theater |
| 2011 | Gabi               | Diebe Dea Loher                                        | Jenny Andreasson     | Dramatisches Theater |
| 2012 | Mlle Aldonza Rose  | Chéri Colette                                          | Jenny Andreasson     | Dramatisches Theater |
| 2013 | Mrs Lily Mortar    | Kinderstunde (The Children’s Hour) Lillian Hellman     | Jenny Andreasson     | Dramatisches Theater |
| 2015 | Chorführerin Chor  | Der gefesselte Prometheus Aischylos                    | Karl Dunér           | Dramatisches Theater |
| 2016 | Mrs Clackett       | Rampfeber Michael Frayn                                | Alexander Mørk-Eidem | Dramatisches Theater |
| 2016 | Chorführerin Chor  | Der gefesselte Prometheus Aischylos                    | Karl Dunér           | Dramatisches Theater |
| 2018 | Hannah             | Engel in Amerika Tony Kushner                          | Farnaz Arbabi        | Dramatisches Theater |